# Karaköy (Buldan)
Karaköy (türkisch für schwarzes Dorf) ist ein Dorf im Landkreis Buldan der türkischen Provinz Denizli. Karaköy liegt etwa 73 km nordwestlich der Provinzhauptstadt Denizli und 33 km nordöstlich von Buldan. Karaköy hatte laut der letzten Volkszählung 924 Einwohner (Stand Ende Dezember 2010).
Karaköy wird in drei Ortsteile aufgeteilt. Diese heißen Asagi Mahallesi, Karaköy Merkez und Eley Mahallesi. Die Ortsteile Asagi Mahallesi und Karaköy Merkez sind voneinander etwa 2 Kilometer zueinander entfernt. Um von Karaköy Merkez nach Eley zu gelangen, muss man eine Strecke von 2,6 Kilometer zurücklegen. 
In jedem Ortsteil gibt es eine eigene Moschee. Grundschulen gibt es eine in Karaköy Merkez sowie eine in Eley. 